# Миллер, Сесилия
Не следует путать с Цецилией Григорьевной Миллер.
Сесилия Миллер (англ. Cecilia Miller; род. XX век, Лос-Анджелес, Калифорния) — американский историк идей, исследовательница эпохи Просвещения. Доктор философии (Оксфорд, 1988), профессор Уэслианского университета, где преподает с 1991.
Лауреат Binswanger Prize (2002). Автор книги о Дж. Вико.
Окончила LeTourneau College (BA), а также Сент-Эндрюсский университет как магистр.
Получила степень доктора философии по современной истории в Баллиол-колледже Оксфордского университета в 1988 году, ее научным рук-лем был сэр Исайя Берлин. Являлась постдоком в Колумбийском университете в 1989—1991 годах. С 1991 ассистент-профессор Уэслианского университета, с 1998 ассоциированный, с 2016 фул-профессор.
В 1996-7 исследовательский феллоу имени Александра фон Гумбольдта в Свободном университете Берлина. Специализируется на европейской мысли XVIII века, в основном на философии истории, политических и экономических теориях и философии права. Летом 2013 года прошла Камино де Сантьяго.
На основе своей докторской выпустила Giambattista Vico: Imagination and Historical Knowledge (London/New York: Macmillan/St. Martin’s Press, 1993).
Ее вторая книга Enlightenment and Political Fiction: The Everyday Intellectual (New York/London: Routledge) вышла в 2016 . Публиковалась в The Times Literary Supplement, Canadian Journal of History, Historical Reflections, History and Theory.